# مقاطعة سانت برنارد (لويزيانا)
مقاطعة سانت برنارد (بالإنجليزية: St. Bernard Parish, Louisiana)‏ هي إحدى مقاطعات ولاية لويزيانا في الولايات المتحدة. تأسست سنة 1807، وتبلغ مساحتها 4646 كم2، بلغ عدد سكانها 41635 نسمة في عام 2010 حسب إحصاء مكتب تعداد الولايات المتحدة وتصل الكثافة السكانية فيها 22 نسمة/كم2.

## أعلام
- بيير بيوريغارد

## وصلات خارجية
- www.sbpg.net
- United States Counties